# Inframonolithium
Inframonolithium ist ein seit 2017 aktives und von Stijn van Cauter gegründetes Funeral-Doom-Projekt.

## Geschichte
Stijn van Cauter initiierte Inframonolithium 2017 als ein Soloprojekt. Das Projekt ist eines von diversen Nebenprojekten zu van Cauters Hauptband Until Death Overtakes Me. Die Veröffentlichungen des Projektes, das Demo Demo I: Laments 2017 und das Album Mysterium 2018, erschienen vorerst ohne Label. Van Cauter präsentierte die Musik unter anderem über Bandcamp und seine Homepage zum kostenfreien Download. Das 2019 erschienene Album The Lightless wurde hingegen in Kooperation mit Endless Winter veröffentlicht.

## Konzept
Inhaltlich verfolgt van Cauter, den Pressemitteilungen von Endless Winter zufolge, mit Inframonolithium ein von Philosophie geprägtes Konzept, im Rahmen eines phantastischen Szenarios. Weitere Informationen zum Konzept sowie Liedtexte hielt van Cauter allerdings zurück. Einordnende Einlassungen zum Konzept seien den Liedtexten sowie der Albumgestaltung nicht zu entnehmen, wurde von Kritikern bemängelt.

## Stil

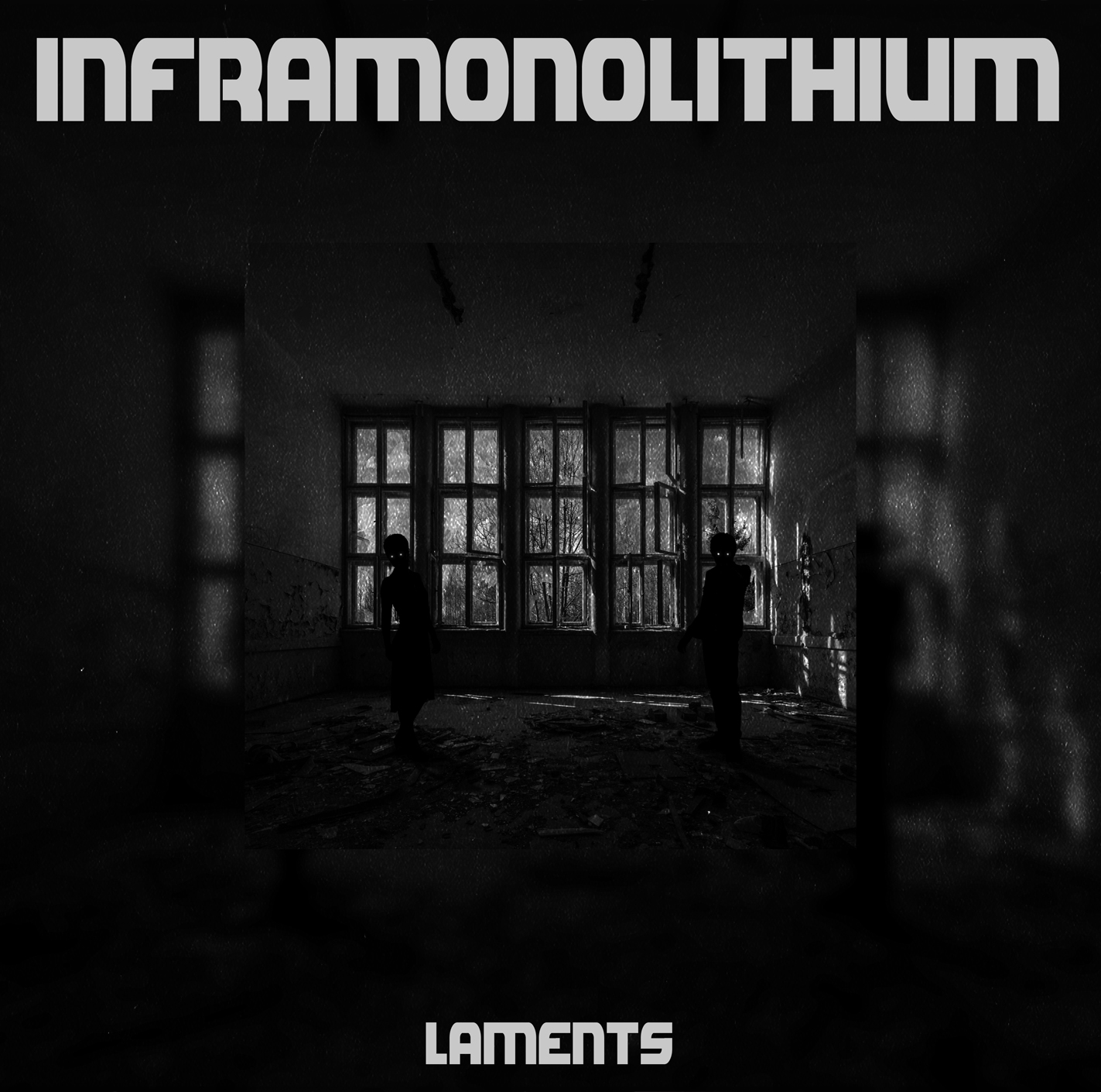
Cover des Demos Laments

Van Cauter bezeichnet die Musik von Inframonolithium als rohen Funeral-Death-Doom. In einer Beschreibung des Labels Weird Truth wird die Musik als typische Variante des von van Cauter gespielten Funeral Doom beschrieben. Sie sei „wie immer […] extrem langsam und majestätisch.“ Die Musik wird als extrem langsam und reduziert, nahe der Urform des Funeral Doom wahrgenommen. Ein „zurückgenommener, langsamer Rhythmus, ebenso langsames und reduziertes tiefes Gitarrenspiel sowie raumfüllende repetitive Synthesizer-Melodien aus wenigen sich unentwegt wiederholenden Noten.“ Auch das unverständliche gutturale Growling steht im Hintergrund und ist „dabei so langsam, dass sechs oder sieben Zeilen für einen zehnminütigen Song ausreichen.“

## Diskografie
- 2017: Demo I: Laments (Demo, Void Overflow)
- 2018: Mysterium (Album, Void Overflow)
- 2019: The Lightless (Album, Endless Winter)
- 2023: Gods of Desolation (Album, Void Overflow)